# Паљијароне (Напуљ)
Паљијароне је насеље у Италији у округу Напуљ, региону Кампанија.
Према процени из 2011. у насељу је живело 107 становника. Насеље се налази на надморској висини од 75 м.